# Karl Reinhardt (Bobfahrer)
Karl Max Reinhardt war ein deutscher Bobfahrer.

## Karriere
Karl Reinhardt trat bei den Olympischen Winterspielen 1928 im Fünferbob zusammen mit Paul Martin, Rudolf Soenning, Paul Volkhardt und Hans-Edgar Endres an. Sie belegten lediglich den 18. Platz.